# Iphigenie in Aulis (1984)
Iphigenie in Aulis ist die 1984 geschaffene Aufzeichnung des Fernsehens der DDR einer Inszenierung von Christoph Schroth am Mecklenburgischen Staatstheater Schwerin nach einem Bühnenstück von Euripides in der Bearbeitung von Friedrich Schiller.

## Handlung
Da es sich hier um eine Theaterinszenierung handelt, siehe: Iphigenie in Aulis

## Produktion
Die Premiere des Antike-Projektes mit den Stücken Iphigenie in Aulis, Troerinnen von Euripides, Agamemnon  von Aischylos sowie Die Archarner oder der private Frieden von Aristophanes fand am 10. Dezember 1982 im Mecklenburgischen Staatstheater Schwerin statt. Da jeweils zwei Stücke auf verschiedenen Bühnen des Hauses gleichzeitig gespielt wurden, war es ratsam sich die Vorstellungen an zwei Abenden anzusehen.
Die Dramaturgie lag in den Händen von Rainer Jahnke und Gisela Kahl, für die Gesamtausstattung war Lothar Scharsich verantwortlich. Es spielten die Mitglieder der Mecklenburgische Staatskapelle Schwerin unter der Leitung von Wolfgang Jahn.
Die Ausstrahlung im 2. Programm des Fernsehens der DDR erfolgte am 17. März 1984 in Farbe.

## Kritik
Helmut Ullrich meint in der Neuen Zeit: 

„Bei der Iphigenie schien mir die Vereinigung von Archaik und Modernität doch nicht so ganz aufzugehen und auch Schillersches Sprachpathos dazu kaum stimmend.“

Rainer Kerndl schreibt im Neuen Deutschland zur Premiere der Iphigenie: 

„Die Inszenierung leugnet nicht das Tragische der Selbstverleugnung in den Gestalten, nicht ihre ‚ideologische‘ Befangenheit, führt aber Arrangements und Spieler so, daß der kritisch-rebellische Widerspruch prägnant-präzise Punkte setzt.“